# BB/Ang3l
BB/Ang3l (pronunciato come Baby Angel) è il sesto album in studio della cantante statunitense Tinashe, pubblicato l'8 settembre 2023.

## Tracce
1. Treason – 2:46
2. Talk to Me Nice – 3:49
3. Needs – 2:26
4. Uh Huh – 3:02
5. Gravity – 3:02
6. None of My Business – 2:31
7. Tightrope – 3:06